# Zujanje u glavi (2002.)
Zujanje u glavi (Zvenenje v glavi), slovenski dugometražni film iz 2002. godine.
Snimljen je u produkciji Novog Vala i Gral Filma na 35 milimetarskom filmu. Redatelj Andrej Košak. Scenaristi Dejan Dukovski, Drago Jančar i Andrej Košak. Koproducenti Zoran Budak, Tomislav Žaja. Pomoćni producent Radovan Mišić. Glazba Saša Lošić. Slovenski kandidat za Oscara za najbolji strani film.